# Angelin Preljocaj
Pour les articles homonymes, voir Preljocaj.
Œuvres principales
Roméo et Juliette
Annonciation
MC/14-22 (Ceci est mon corps)
Near Life Experience
Blanche Neige
Le lac des cygnes
Répertoire
Noces
Parade
Le Parc
L'Anour
Casanova
Empty Moves (Part I,II and III)
Eldorado
Winterreise
Angelin Preljocaj (/pre.ljo.t͡ʃaj/), né le 19 janvier 1957 à Sucy-en-Brie (Val-de-Marne), est un danseur et chorégraphe français de danse contemporaine. Son travail chorégraphique est très imprégné de l'histoire des ballets classiques, mais est, néanmoins, résolument contemporain. Entré au répertoire du Ballet de l'Opéra national de Paris au début des années 1990, Angelin Preljocaj dirige depuis 1985 la compagnie Preljocaj, renommée par la suite Ballet Preljocaj en 1996 lors de son arrivée à Aix-en-Provence, et qui est installé au Pavillon Noir d'Aix-en-Provence inauguré en 2006. Il est considéré comme l'un des chorégraphes les plus importants alliant fréquemment des recherches formelles originales et des collaborations avec de nombreux autres artistes contemporains de tout horizon sans totalement s'éloigner de la tradition du ballet classique.
En 2022,  lors de sa présidence du Conseil de l‘Union Européenne (PFUE), la France demande à Angelin Preljocaj de créer Danse l‘Europe !, une chorégraphie participative qui guide oralement les participants. La bande sonore est disponible gratuitement dans les 24 langues officielles de l‘UE, et est mise en musique par l’artiste française Jeanne Added.
Danse l‘Europe ! renouvelle le rapport de la politique à l‘Art et fait parler d’elle, les cadeaux offerts par les présidences précédentes n’étant ni vivants, ni démocratisés et destinés à toutes et à tous.

## Biographie

### Famille et formation
La famille d'Angelin Preljocaj est originaire d'Ivangrad en Yougoslavie, aujourd'hui Berane au Monténégro. Elle faisait partie de la communauté albanophone de la fédération yougoslave et ses parents sont arrivés en France comme réfugiés politiques,. Sa sœur est l'écrivaine Catherine Preljocaj. Il est marié à la réalisatrice Valérie Müller avec qui il a deux filles : Agathe et Iris.
Né près de Paris, Angelin Preljocaj a vécu à Champigny-sur-Marne. Il fait tout d'abord des études de danse classique avant de s'orienter vers la danse contemporaine avec Karin Waehner à la Schola Cantorum. Après une période d'étude auprès de Merce Cunningham à New York, il rejoint, en 1980, la compagnie Quentin Rouillier à Caen, puis travaille au Centre chorégraphique national d'Angers dirigé alors par Viola Farber. En 1982 il est engagé comme danseur dans la compagnie de Dominique Bagouet à Montpellier.

### Débuts de chorégraphe
Angelin Preljocaj fait ses débuts de chorégraphe en association avec Michel Kelemenis, avec la création d'Aventures coloniales programmé au Festival Montpellier Danse de 1984 et sa reprise quelques mois plus tard pour l'inauguration du Théâtre contemporain de la danse. À la fin de cette même année, Preljocaj crée seul Marché noir, récompensé au Concours de Bagnolet, pour lequel il reçoit le prix du ministère de la Culture. En 1985, il décide de fonder sa propre compagnie, la Compagnie Preljocaj, en résidence à Champigny-sur-Marne, devenue sous son impulsion le Centre chorégraphique national de Champigny-sur-Marne, puis du Val-de-Marne en 1989. Il crée pour elle Larmes blanches (1985) et À nos héros (1986), une pièce inspirée par la statuaire des monuments aux morts. En 1987, Preljocaj obtient un prix « hors les murs » de la villa Médicis et part pour le Japon où il étudie le théâtre Nô. Un an plus tard, à son retour, il crée Hallali Romée - une évocation de Jeanne d'Arc - lors du Festival d'Avignon et Liqueurs de chair lors d'un séjour au Centre national de danse contemporaine d'Angers. Ce dernier ballet sera, pour lui, l'occasion d'une première coproduction avec le Théâtre de la Ville à Paris.
La danse de Preljocaj se caractérise dès lors par une forte base de techniques néo-classique et moderne associées au langage contemporain propre au chorégraphe fait de lyrisme teinté d'une forte sensualité. Il présente Noces, d'après Igor Stravinsky (qui entrera au répertoire), à la biennale de la danse du Val-de-Marne en 1989 et reprend l'œuvre pour le Festival d'Avignon la même année. En 1990, pour le ballet de l'Opéra de Lyon, il crée une version de Roméo et Juliette de Prokofiev avec le concours du dessinateur de bandes dessinées et réalisateur Enki Bilal.
Quittant le Val-de-Marne, la compagnie Preljocaj prend, en 1992, ses nouveaux quartiers au Théâtre national de la danse et de l'image de Châteauvallon (actuellement Centre national de création et de diffusion culturelles de Châteauvallon) dont il deviendra le « partenaire artistique ». Ce séjour débouche sur la création de La Peau du monde. Angelin Preljocaj reçoit cette année-là le « Grand Prix national de la danse » décerné par le Ministère de la Culture. La compagnie est invitée, en 1993 par l'Opéra Garnier à la demande de Patrick Dupond son directeur de la danse, à recréer Parade, Le Spectre de la rose et Noces, en hommage aux Ballets russes. L'année suivante, Preljocaj crée sa première chorégraphie, Le Parc, pour le répertoire du Ballet de l'Opéra national de Paris, puis L'Anoure en 1995 sur un livret de Pascal Quignard, et L'Oiseau de feu, en 1996 pour le Ballet de Munich. L'entrée de certaines chorégraphies de Preljocaj au répertoire du Ballet de l'Opéra national de Paris débute à cette époque.

### Création du Ballet Preljocaj
En 1995, Preljocaj est pressenti pour prendre la direction du Ballet du Nord mais le projet n'aboutira pas[réf. nécessaire]. Il est ensuite sollicité pour créer le Ballet national contemporain de Toulon. Alors qu'il était initialement enthousiaste[réf. nécessaire], l'élection de Jean-Marie Le Chevallier, membre du Front national, à la tête de la ville le fait renoncer à un contrat qui le lierait à celle-ci. En 1996, Angelin Preljocaj est accueilli à la Cité du Livre à Aix-en-Provence et sa compagnie devient le Ballet Preljocaj - Centre Chorégraphique National de la Région Provence-Alpes-Côte d'Azur, du Département des Bouches du-Rhône, de la Communauté du Pays d'Aix, de la Ville d'Aix-en-Provence.
En 1997, la compagnie fait ses débuts au Joyce Theater avec la présentation de l'Annonciation – pour laquelle la compagnie reçoit un Bessie Award – du Spectre de la Rose et de Noces. Le succès de la tournée de la compagnie pousse Peter Martins, qui a succédé à George Balanchine comme directeur artistique du New York City Ballet, à inviter le chorégraphe à monter La stravaganza dans le cadre de son Diamond Project. Par ailleurs la même année, en France, Preljocaj reçoit une Victoire de la musique pour Roméo et Juliette. Le Festival d'Avignon devient un lieu récurrent de création de plusieurs de ses spectacles, dont Paysage après la bataille (1997) et Personne n'épouse les méduses (1999). En 1998, le Deutsche Oper Berlin lui demande d'être « conseiller artistique » pour la danse. Il monte Le Parc pour la compagnie allemande.
À partir de 2000, Preljocaj développe une nouvelle approche de la chorégraphie où il établit un dialogue entre le corps des danseurs et l'image au travers des nouvelles technologies (images de synthèse, gestion informatique en temps réel). De là naîtront une série de chorégraphies importantes comme Portraits in corpore (2000), MC 14/22 (Ceci est mon corps) (2001) et Helikopter (2001), œuvre multimédia qui juxtapose danseurs et projections vidéo sur une musique de Karlheinz Stockhausen (le ballet est réglé sur le quatuor Helikopter-quartet pour moteurs d'hélicoptères et violons). En 2001, Angelin Preljocaj revient à plus de classicisme avec une version du Sacre du printemps d'Igor Stravinsky, coproduction franco-allemande réunissant les danseurs de la compagnie Preljocaj avec ceux du Staatsoper de Berlin sous la direction de Daniel Barenboïm. En 2002, le chorégraphe part seul pour explorer les pentes du Kilimandjaro[réf. nécessaire]. Cette année de méditation lui inspire Near Life Experience, une pièce éthérée, presque psychédélique sur la musique du groupe français de musique électronique, Air, qui rencontrera un grand succès international, notamment lors de sa présentation à la Brooklyn Academy of Music de New York. En 2003, une nouvelle version chorégraphique d'Annonciation destinée uniquement au support vidéo, et dansée par Julie Bour (Marie) et Claudia De Smet (l'Archange), permet à Preljocaj, en tant que réalisateur, d'explorer le langage chorégraphique spécialement pour ce média.
Prenant à nouveau son public à contre-pied, après le succès de Near Life Experience, la compagnie crée, en 2004, Empty Moves (part I), qui constitue un retour aux sources du mouvement chorégraphique pur, presque austère, sur une musique de John Cage, et surtout N (jouant sur l'homophonie du mot « haine »), pièce réalisée avec le duo Granular Synthesis, évoquant la souffrance et les barbaries humaines. Ce ballet, d'une dureté et d'une violence physique poussées, est relativement éprouvant pour le spectateur. La même année, il crée, pour l'Opéra de Paris, Le Songe de Médée, un huis clos inspiré du mythe de Médée. La création de Les 4 saisons..., en 2005, en collaboration avec le plasticien Fabrice Hyber, s'oriente vers plus de sérénité avec un spectacle placé sous le signe de l'exaltation et de la joie sur la musique d'Antonio Vivaldi.
En octobre 2006, Angelin Preljocaj s'installe avec sa compagnie au Pavillon Noir, un bâtiment de verre et de béton conçu par lʼarchitecte Rudy Ricciotti à Aix-en-Provence. Ce lieu est le premier centre de production construit pour la danse, où les artistes peuvent mener leur processus de création en intégralité, du travail en studio à la représentation sur scène.
Invité par Karlheinz Stockhausen dans son atelier de Cologne pour écouter Sonntags-Abschied, Preljocaj écrit, en 2005, Eldorado. Le ballet, créé en 2007 juste avant la mort du compositeur allemand, fera également l'objet d'un film réalisé par Olivier Assayas. À l'occasion de la venue de l'équipe de rugby de Nouvelle-Zélande au Pavillon noir en 2007 lors de la Coupe du monde de rugby organisée en France, il compose une courte chorégraphie intitulée Haka et inspirée de la danse rituelle maori. En 2008, il produit un nouveau ballet romantique avec Blanche Neige sur une musique de Gustav Mahler et avec des costumes de Jean-Paul Gaultier.
En 2009, alors que sa compagnie est en tournée pour Blanche Neige et qu'il se retrouve un temps seul pour ses créations, Preljocaj adapte un texte de 1958 de Jean Genet, Le Funambule, qu'il transforme en un solo théâtral, parlé et dansé, dont il est à la fois le metteur en scène / chorégraphe et l'interprète lors de sa création au Festival Montpellier Danse. Le Funambule est « son premier solo en plus de trente ans de carrière ». L'année 2010 est consacrée à deux créations pour des ballets prestigieux : d'une part il écrit Siddhârta pour le ballet de l'Opéra de Paris sur une musique originale de Bruno Mantovani et des décors du plasticien Claude Lévêque et d'autre part il travaille à la création de Suivront mille ans de calme, avec les danseurs du Théâtre Bolchoï associés à ceux du Ballet Preljocaj, sur des musiques de Laurent Garnier et avec une scénographie de Subodh Gupta.
À l'occasion de Marseille-Provence 2013, il crée le ballet Les Nuits inspiré des contes des Mille et Une Nuits dont la première mondiale a lieu à Aix-en-Provence au Grand Théâtre de Provence, le 29 avril 2013. Pour cette œuvre, il bénéficie des contributions artistiques d'Azzedine Alaïa pour les costumes, de Natacha Atlas et Samy Bishai pour la musique notamment.
En 2015, il crée pour le festival d'Avignon une tragédie intitulée Retour à Berratham sur un texte de l'écrivain Laurent Mauvignier avec une scénographie de l’artiste Adel Abdessemed, pièce jugée décevante et convenue par la critique, une « fable faiblarde » pour Le Figaro. L’année suivante, Angelin Preljocaj emprunte une piste encore inexplorée dans son travail, celle des contes traditionnels d’Asie et révèle le pouvoir « surnaturel » de l’art pictural avec La Fresque. Il collabore avec Nicolas Godin du groupe Air pour la musique, Azzedine Alaïa pour les costumes, Constance Guisset pour les décors et vidéos et Éric Soyer pour les lumières. En 2016, il adapte la bande-dessinée de Bastien Vivès dans un premier long-métrage, Polina, danser sa vie, réalisé avec Valérie Müller.
Le 24 avril 2019, aux côtés de Thierry Malandain et de Blanca Li, il devient l'un des trois premiers membres de la section « chorégraphie » nouvellement créée au sein de l'Académie des Beaux-arts.
En février 2023, il crée Birthday Party pour des interprètes seniors au Théâtre National de Chaillot sur une commande de l'Aterballetto puis Torpeur en juin 2023 au Festival Montpellier Danse et Requiem(s) au Grand Théâtre de Provence à Aix-en-Provence en mai 2024.
En avril 2025, Angelin Preljocaj présente au Théâtre de la Ville - Sarah-Bernhardt, à Paris, sa nouvelle création,  LICHT, sur une musique originale de Laurent Garnier, précédée de HELIKOPTER d’après la célèbre partition de Karlheinz Stockhausen.

## Chorégraphies
- 1984 : Aventures coloniales
- 1984 : Marché noir
- 1985 : Larmes blanches
- 1985 : Peurs bleues
- 1986 : À nos héros
- 1987 : Le petit napperon bouge
- 1987 : Hallali Romée
- 1988 : Liqueurs de chair
- 1989 : Noces (répertoire)
- 1989 : Un trait d'union
- 1990 : Amer America
- 1990 : Roméo et Juliette
- 1992 : La Peau du monde
- 1993 : Parade (répertoire)
- 1993 : Noces (nouvelle version)
- 1993 : Le Spectre de la rose (répertoire)
- 1993 : Sand Skin pour la London Contemporary School
- 1994 : Le Parc (répertoire) pour le Ballet de l'Opéra national de Paris
- 1995 : Annonciation (Bessie Award en 1997 - répertoire)
- 1995 : Petit essai sur le temps qui passe
- 1995 : L'Anoure (répertoire)
- 1996 : L'Oiseau de feu (répertoire) pour le Ballet de Munich
- 1996 : Roméo et Juliette (nouvelle version) en collaboration avec Enki Bilal
- 1997 : La stravaganza pour le New York City Ballet
- 1997 : Paysage après la bataille
- 1998 : Centaures
- 1998 : Casanova (répertoire) pour le Ballet de l'Opéra national de Paris
- 1999 : Personne n'épouse les méduses
- 2000 : Portraits in corpore
- 2000 : MC 14/22 (Ceci est mon corps)
- 2001 : Le Sacre du printemps
- 2001 : Helikopter sur la composition Helikopter-Streichquartett de Karlheinz Stockhausen
- 2003 : Near Life Experience sur une musique originale du groupe Air
- 2003 : Annonciation (vidéo)
- 2004 : MC 14/22 (Ceci est mon corps)
- 2004 : Le Songe de Médée (répertoire)
- 2004 : Empty moves (part I) sur une musique de John Cage
- 2004 : N (répertoire) sur une musique originale du duo Granular Synthesis
- 2005 : Les 4 saisons... en collaboration avec le plasticien Fabrice Hyber (répertoire)
- 2006 : Grendel (chorégraphie), Opéra d’Elliot Goldenthal, mis en scène par Julie Taymor, pour l’Opéra de Los Angeles
- 2006 : Fire sketch pour les danseurs du programme européen D.A.N.C.E.
- 2007 : Empty moves (parts I & II) (répertoire)
- 2007 : Eldorado (Sonntags Abschied) (répertoire) sur une musique composée pour le ballet par Karlheinz Stockhausen
- 2007 : Haka
- 2008 : Blanche Neige
- 2009 : Le Funambule, d'après un texte de Jean Genet (solo de théâtre et de danse)
- 2010 : Siddhârta pour le ballet de l'Opéra de Paris
- 2010 : Suivront mille ans de calme pour le Théâtre Bolchoï et le ballet Preljocaj
- 2012 : Royaume-Uni dans le cadre de Suresnes Cités Danse
- 2012 : Ce que j'appelle oubli d'après le texte de Laurent Mauvignier
- 2013 : Les Nuits
- 2013 : Spectral Evidence pour le New York City Ballet
- 2014 : Empty moves (part I, II & III) sur une musique de John Cage
- 2015 : Retour à Berratham d'après le texte de Laurent Mauvignier
- 2016 : La Fresque
- 2017 : Still Life
- 2018 : Gravité
- 2018 : Ghost en partenariat avec l'Opéra de Bordeaux
- 2019 : Winterreise pour la Scala de Milan et (repertoire)
- 2021 : Le Lac des cygnes
- 2022 : Mythologies (Preljocaj)
- 2023 : Birthday Party (Preljocaj)
- 2023 : Torpeur
- 2024 : Requiem(s)
- 2025 : LICHT

### Chorégraphies entrées au répertoire du Ballet de l'Opéra de Paris
- 1994 : Le Parc (création, musique : Wolfgang Amadeus Mozart, création sonore : Goran Vejvoda)
- 1996 : Annonciation (musique : Antonio Vivaldi, création sonore : Roy, créée en 1995 mais inscrite au répertoire en 1996)
- 1998 : Casanova (création, musique : Vejvoda)
- 2003 : Un trait d'union (musique : Jean-Sébastien Bach, création sonore : Marc Khanne, créée en 1989 mais inscrite au répertoire en 2003)
- 2004 : Le Songe de Médée (création, musique : Mauro Lanza)
- 2004 : MC 14/22 (Ceci est mon corps) (créée en 2001 mais inscrite au répertoire en 2004)
- 2010 : Siddhârta (musique : Bruno Mantovani, scénographie : Claude Lévêque, dramaturgie : Éric Reinhardt)

## Prix et distinctions
- Prix du Ministère de la Culture au concours de Bagnolet pour Marché noir (1985)
- Prix de la Villa Médicis hors les murs (1987)
- Grand prix national de la danse décerné par le Ministère de la Culture (1992)
- Bessie Award pour l'Annonciation (1997)
- Benois de la danse

- Victoire de la musique 1997 pour Roméo et Juliette

- Commandeur de l'Ordre des Arts et des Lettres (2024)
- Chevalier de la Légion d'honneur (1997)[16]
- Officier de l'ordre national du Mérite (2006)
- Globe de Cristal pour Blanche Neige (2009)
- Prix Samuel H. Scripps, American Dance Festival pour l’ensemble de son œuvre (2014)
- Membre de la section « chorégraphie » nouvellement créée au sein de l'Académie des Beaux-arts (2019)[15]

## Filmographie
- 1988 : Les Raboteurs court-métrage de Cyril Collard, musique de Thierry Lancino, chorégraphie de Preljocaj inspiré du tableau de Gustave Caillebotte.
- 1990 : Noces réalisé par Angelin Preljocaj et Patricia Desmontiers.
- 1991 : Idées Noires, Le Postier, courts métrages réalisés et chorégraphiés par Angelin Preljocaj
- 1992 : Roméo et Juliette (version remontée en 1990) réalisé par Alexandre Tarta.
- 1992 : Un trait d'union réalisé par Angelin Preljocaj. Prix vidéo-danse 1992.
- 1997 : L'Anoure réalisé par Jean-Michel Plouchard
- 1999 : L'Effet Casimir, regard sur Angelin Preljocaj réalisé par Valérie Müller
- 2003 : Annonciation réalisé par Angelin Preljocaj. Grand-Prix de la qualité de l'image du festival international du film d'art.
- 2005 : Le Parc réalisé par Denis Caïozzi. Angelin Preljocaj a reçu un Prix Benois de la danse (Moscou) en 1995 pour cette chorégraphie et la production télévisée qui en découle a obtenu le Grand Prix international de vidéo-danse à Nice en 1999.
- 2006 : Pavillon Noir film réalisé par Pierre Coulibeuf d’après une chorégraphie d’Angelin Preljocaj
- 2007 : MC 14/22, ceci est mon corps et Le Songe de Médée, version donnée à l'Opéra de Paris.
- 2008 : Eldorado réalisé par Olivier Assayas
- 2010 : Blanche Neige réalisé par Angelin Preljocaj
- 2011 : Siddhârta réalisé par Denis Caïozzi, Ballet de l’Opéra national de Paris.
- 2011 : film publicitaire Air France L'Envol, d'après la chorégraphie du Parc créée pour l’Opéra national de Paris[17]
- 2013 : Les Nuits, spectacle filmé au Théâtre national de Chaillot par Jean-Marc Birraux
- 2016 : Polina, danser sa vie, adaptation de Polina, bande dessinée de Bastien Vivès, scénario et réalisation d'Angelin Preljocaj et Valérie Müller
- 2017 : Spectral Evidence et La stravaganza, spectacle filmé au Festival Montpellier Danse par Denis Caïozzi
- 2018 : Polina, danser sa vie, long-métrage, co-réalisé avec Valérie Müller
- 2019 : Angelin Preljocaj, danser l'invisible, documentaire réalisé par Florence Platarets autour de la création Gravité, production Magnéto Presse
- 2020 : Danser sa peine, documentaire réalisé par Valérie Müller autour de la création Soul Kitchen. Production – Béatrice Schönberg, Elephant productions
- 2021 : Le Lac des cygnes réalisé par Tommy Pascal. Production Elzévir Films
- 2023 : Mythologies réalisé par Tommy Pascal Production Telmondis
- 2024 : La Force de l'âge documentaire réalisé par Valérie Müller autour de la création Birthday Party. Production – Chrysalide, Elephant Doc